# Joseph-François Michaud
Joseph-François Michaud (Albens, 19 giugno 1767 – Passy, 30 settembre 1839) è stato uno storico francese.

## Biografia

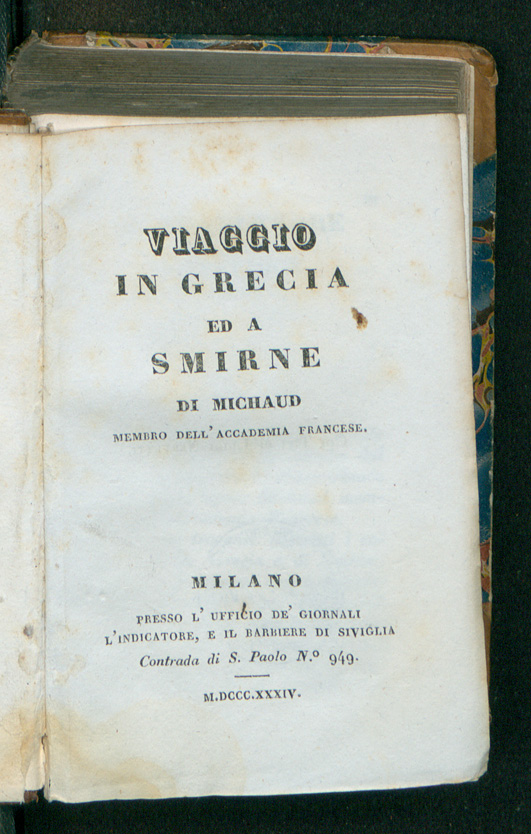
Viaggio in Grecia ed a Smirne, 1834

Michaud nacque ad Albens, Savoia, si formò a Bourg-en-Bresse e successivamente si dedicò alla carriera letteraria a Lione, dove la Rivoluzione francese suscitò una forte avversione ai principi rivoluzionari. Nel 1791 si recò a Parigi, dove, rischiando la vita, prese parte ad alcuni giornali monarchici. Nel 1796 divenne curatore de La Quotidienne, per il quale venne arrestato dopo l'insurrezione del 13 vendemmiaio; evase dai carcerieri, ma venne condannato a morte in absentia dal consiglio militare. Ripresa l'attività di curatore del suo giornale alla creazione del Direttorio, venne bandito di nuovo in occasione del colpo di Stato del 18 fruttidoro, ma dopo due anni ritornò a Parigi, quando il Consolato si sostituì al Direttorio.
Le sue simpatie per i Borboni lo portarono a una breve carcerazione nel 1800; alla sua liberazione abbandonò temporaneamente il giornalismo e cominciò a scrivere e a curare libri. Nel 1806, con suo fratello Louis Gabriel Michaud e due colleghi, pubblicò Biographie moderne ou dictionnaire des hommes qui se sont fait un nom en Europe, depuis 1789, la primissima opera di questo tipo. Nel 1811 pubblicò il primo volume delle sue Histoire des Croisades e anche il primo volume della sua Biographie Universelle. Nel 1813 venne nominato membro dell'Académie française, occupando il posto vacante lasciato da John-François Cailhava de L'Estandoux. Nel 1814 riassunse la curatela de La Quotidienne. L'opuscolo Histoire des quinze semaines ou le dernier règne de Bonaparte (1815) incontrò uno straordinario successo, passando attraverso 27 edizioni in pochissimo tempo.
Nel 1830-1831 egli viaggiò in Siria e in Egitto allo scopo di collezionare materiali aggiuntivi per la Histoire des Croisades; la sua corrispondenza con l'esploratore Jean-Joseph-François Poujoulat, che consiste in discussioni da vari punti di vista, fu in seguito data alle stampe (Correspondance d'Orient, 7 volumi, 1833-1835). La  Bibliothèque des croisades, in 4 volumi, contiene le "pezze giustificative" della Histoire. Michaud morì a Passy.

## Opere

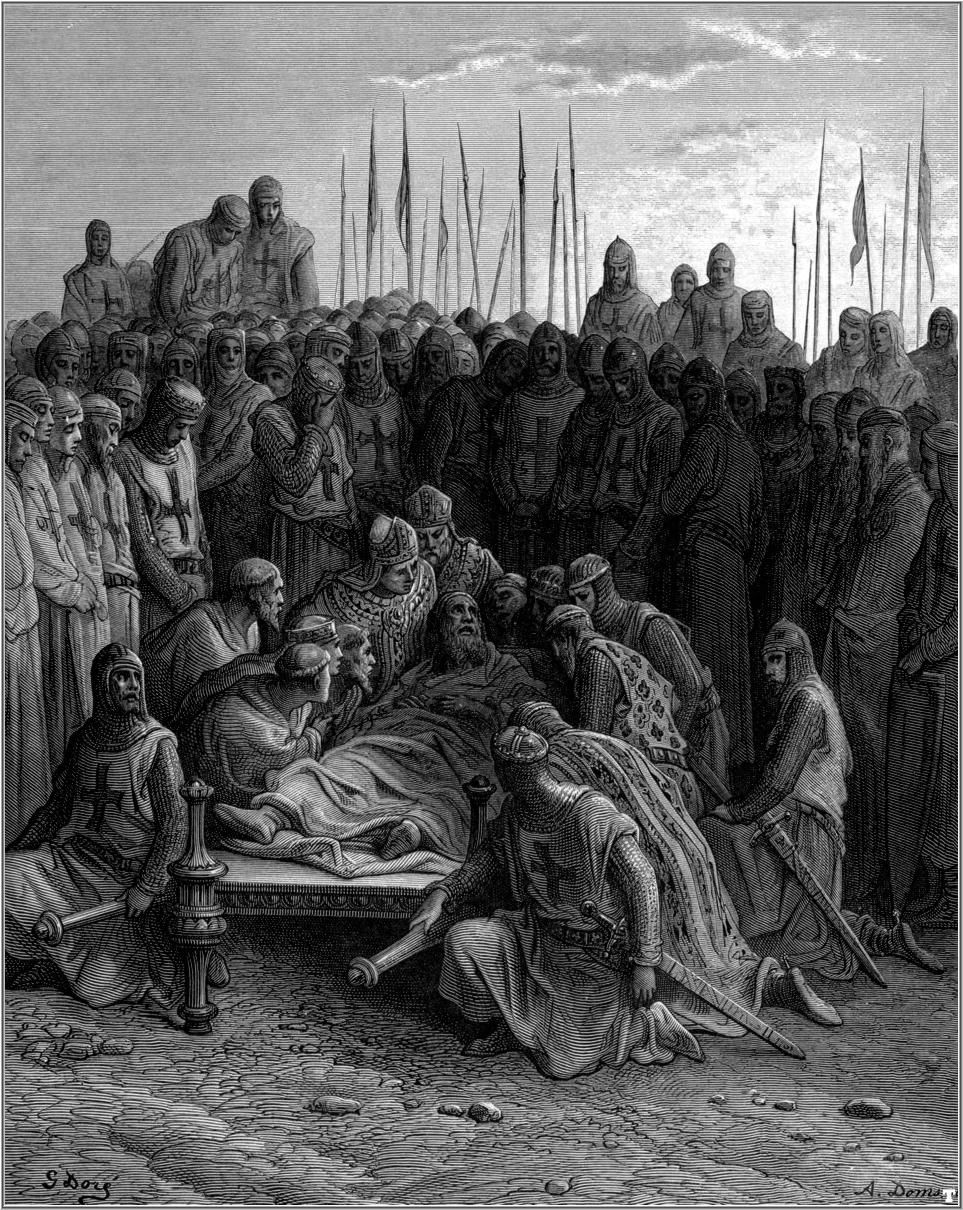
La morte di Baldovino (1875), una delle 100 illustrazioni preparate da Gustave Doré per un'edizione postuma della Storia delle Crociate di Michaud.

L'Histoire des croisades di Michaud venne pubblicata nella sua forma finale in sei volumi nel 1840 sotto la curatela del suo amico Poujoulat (nona edizione, con appendice, da Huillard-Bréholles, 1856). Michaud, affiancato da Poujoulat, pubblicò anche Nouvelle collection des mémoires pour servir de l'histoire de France (32 volumi, 1836-1844).
Nel 1875, il famoso illustratore Gustave Doré realizzò 100 illustrazioni per due volumi della Histoire che fu pubblicato da Hachette.

### Edizioni italiane
- Storia delle Crociate, traduzione di Luigi Rossi, vol. 1, Napoli, R. Marotta e Vanspandoch, 1831.
- Viaggio in Grecia ed a Smirne, traduzione di G. S., Milano, Ufficio de' giornali l'Indicatore e il Barbiere di Siviglia, 1834.